# 12-та піхотна дивізія (Російська імперія)
12-та піхотна дивізія — піхотне з'єднання у складі російської імператорської армії. Штаб дивізії — Проскурів. Входила в 12-й армійський корпус.

12-та піхотна дивізія

## Історія дивізії

### Формування
- 1807—1820 — 22-га піхотна дивізія
- 1820—1833 — 19-та піхотна дивізія
- 1833—1835 — 15-та піхотна дивізія
- 1835—1918 — 12-та піхотна дивізія

### Бойові дії
- У 1917 році українізована і переформована в 3-тю піхотну дивізію УНР.

## Склад дивізії
- 1-ша бригада (Проскурів)
  - 45-й піхотний Азовський генерал-фельдмаршала графа Головіна, нині Є. І. В. Великого Князя Бориса Володимировича полк
  - 46-й піхотний Дніпровський полк
- 2-га бригада (1903: Вінниця; 1913: Кам'янець-Подільський)
  - 47-й піхотний Український полк
  - 48-й піхотний Одеський Імператора Олександра I полк
- 12-та артилерійська бригада (Проскурів)

## У спогадах
- Період проходження служби в дивізії з січня по квітень 1898 описаний у мемуарах генерал-лейтенанта Генерального штабу Олександра Лукомського, у той час ад'ютанта штабу 12-ї піхотної дивізії[1].